# یواس‌اس منگس (دی‌یی-۳۲۰)
یواس‌اس منگس (دی‌یی-۳۲۰) (به انگلیسی: USS Menges (DE-320)) یک کشتی بود که طول آن ۳۰۶ فوت (۹۳ متر) بود. این کشتی در سال ۱۹۴۳ ساخته شد.